# Amomum subulatum
Pour les articles homonymes, voir Cardamome (homonymie).
Espèce
Classification phylogénétique
Amomum subulatum, la grande cardamome, cardamome brune ou cardamome noire, est une espèce de plante de la famille des Zingiberaceae.
C'est une épice orientale. À la différence des poivres blanc, vert ou noir qui sont des stades de maturité d'une même baie; la cardamome noire n'est pas tirée de la même plante que la vraie cardamome ou cardamome verte (Elettaria cardomomum).
Ses propriétés pharmacologique et antioxydante, ou celles de son huile essentielle, font l'objet de nombreuses publications académiques.

## Description
Plante herbacée à rhizome rampant atteignant 2 m de haut, originaire du Bengale, est traditionnellement cultivée dans la région sub-himalayenne du nord-est de l'Inde (Sikkim) et au Népal où l'amélioration de la culture et la sélection variétale sont en cours. Les feuilles de 30 à 60 cm sont oblongues lancéolées. Les inflorescences très denses et globuleuses poussent près du sol. Les fruits de 25 mm de diamètre sont rouge brun foncé et couverts de côtes ailées et dentées. Ils contiennent 40 à 50 graines rondes et brunes.

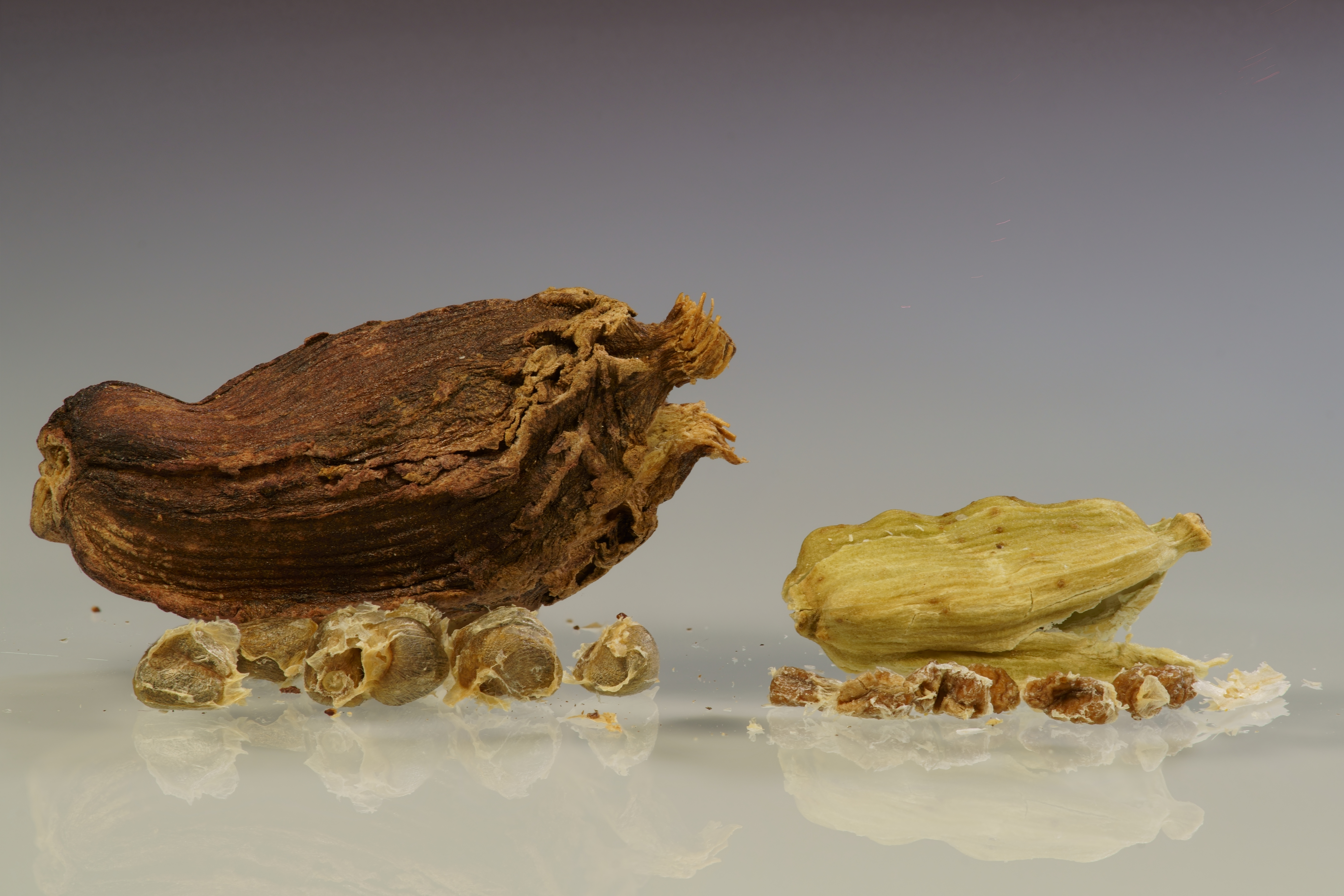
Cardamome noire (à gauche) et verte (à droite)

Le genre Amomum produit différents aromates qui portent le nom de cardamome : cardamome du Siam dont on utilise la graine (Amomum cardamomum), cardamome du Bengale (fruits) (Amomum aromaticum), cardamome du Cameroun (fruits) (Amomum sp.), cardamome de Korarima (racines, feuilles et fruits) (Amomum angustifolium), alors que le genre Eleltaria donne la cardamome verte, la cardamome de Ceylan, de Malabar (Inde, Kerala), de Madras, de Mysore ( Karnataka) (fruits).
Elle est nommée black cardamom, Nepal cardamom ou large cardamom en anglais, en hindi, बड़ी इलाइची (baḍī ilāichī), badi Elaichi.

## Utilisation
Le fruit de la grande cardamome a un goût fort et camphré. Le fruit séché est utilisé dans les aliments, les boissons, les parfums et les médicaments.

### Aromate
En Inde, elle est utilisée pour aromatiser des pâtisseries ou comme masticatoire.

### Pharmacologie
Depuis le VIe siècle, la plante est utilisée en médecine ayurvédique comme astringent, stimulant, analgésique, hypolipémiant, antioxydant, antiulcéreux, cardioprotecteur et antimicrobien, auxquels s'ajoutent des vertus antihyperglycémiante, atténuante de l'asthme, la toux, les maladies du foie et l'anorexie. Les activités anti-lipidiques et antioxydantes ont été démontrées significatives chez le lapin. In vitro une activité anticancéreuse (sur des cellules de cancer du poumon) a été mise en évidence (2022).

## Huile essentielle
L'huile essentielle est extraite des graines avec un rendement important de 3.35% (extraction assistée micro-ondes) et 3% (hydrodistillation). Le composé le plus présent (environ 45%) est le 1,8-cinéole suivi de α-pinène  et β-pinène (3.5% moyen), α-terpinéol (7,3% moyen), le terpinène-4-ol (5%), géraniol D (3.8% moyen) et β-pinène (3,6% moyen). 56 composants sont décrits et mesurés. Le potentiel anti-inflammatoire de l'huile essentielle est qualifié « d' exceptionnel comparable à celui de l'ibuprofène» par une publication universitaire indienne (2021).